# آلسیدس سیلویرا
آلسیدس سیلویرا (انگلیسی: Alcides Silveira; ۱۸ مارس ۱۹۳۸ – ۱۶ ژانویهٔ ۲۰۱۱) بازیکن و مربی فوتبال اهل اروگوئه بود که در پست هافبک یا مدافع میانی بازی می‌کرد.
وی همچنین در تیم ملی فوتبال اروگوئه بازی کرده بود و مدتی هم مربی بود.